# Rhododendron uniflorum
Rhododendron uniflorum är en ljungväxtart som beskrevs av Hutchinson och F. K. Ward. Rhododendron uniflorum ingår i släktet rododendron, och familjen ljungväxter. Utöver nominatformen finns också underarten R. u. imperator.